# Les Roses de septembre
Les Roses de septembre est un roman d'André Maurois paru en 1956 chez Flammarion, évoquant les malheurs conjugaux d'un auteur vieillissant, Guillaume Fontane, séduit à nouveau par une femme beaucoup plus jeune que lui lors d'un voyage en Amérique latine.

## Résumé
Durant l'entre-deux-guerres, Hervé Marcenat, originaire du Limousin, fait la connaissance à Paris, par l'intermédiaire de sa cousine Edmée Larivière, de Guillaume Fontane, écrivain que le jeune homme admire depuis son adolescence. Celui-ci, marié depuis plus de vingt-cinq ans avec son épouse Pauline, est à soixante ans un auteur aussi faible de caractère que prolifique, grâce à la discipline imposée par sa femme. Hervé rentre rapidement dans l'intimité du ménage, et se voit confié par Mme Fontane la tâche de rédiger un petit ouvrage de commande sur l’œuvre de son mari : afin de faire réaliser pour la couverture de cet ouvrage un portrait de Guillaume Fontane, Hervé fait appel à Wanda Nedjanine, jeune artiste russe en exil à Paris, qui cherche rapidement à placer l'écrivain sous sa coupe et devient son amante.
Après s'être aperçue de la situation, Pauline se laisse tomber malade à dessein, et parvient à convaincre son mari de ne pas rejoindre hors de Paris l'intrigante : la situation de leur couple ne s'améliore cependant pas. Accablé, Guillaume finit par accepter une proposition d'Ovide Petresco, un agent littéraire américain : partir faire au Pérou, en Colombie puis aux États-Unis une série de conférences sur son œuvre. Si Fontane regrette dans un premier temps de s'être laissé convaincre, trouvant à la réflexion l'exercice particulièrement rébarbatif, il tombe à Lima rapidement sous la charme de l'actrice Dolorès Garcia, de trente ans sa cadette, qui devient son amante et le suit lors de son départ pour Bogotá. Leur relation se poursuit au retour en France de Guillaume sous forme de lettres, ce que ne manque pas de découvrir Pauline.
Celle-ci parvient à faire avouer à son mari les circonstances de sa liaison, et obtient de lui l'adresse de Dolorès, souhaitant lui écrire. Au fil du temps, les échanges se font plus difficiles entre les deux amants : un an après leur première relation, Fontane se résigne à rompre tout contact, et renoue de son mieux avec son épouse. Pauline, qui veut l'éprouver, s'arrange alors pour aider Dolorès à se produire à Paris : lorsque Guillaume l'apprend, il décide de partir ce mois-là donner une série de conférences en Suisse, afin de résister à la tentation induite par la présence de son ancienne maîtresse. Dolorès est accueillie par Pauline, et remporte un certain succès dans la bonne société parisienne ; sa pièce, elle, est un échec : elle repart donc en Amérique du Sud, non sans avoir développé une franche amitié avec l'épouse de son ancien amant. Le roman se conclut par la paix retrouvée du ménage Fontane, qui décide pour la première fois de se tutoyer.

## Analyse
Le titre du roman, Les Roses de septembre, est issu d'un poème écrit envoyé à Dolorès Garcia par Guillaume Fontane, peu après son départ pour les États-Unis :

« Vous avez fait pour moi, chérie,

Un été de la Saint-Martin

Si pur, que le soir de ma vie

En est devenu le matin.
Hélas ! les roses de septembre

Aux premiers froids vont défleurir.

Lolita, j'ai peur de décembre

Et je ne voudrais plus vieillir »

Comme dans la plupart des romans d'André Maurois, on retrouve l'évocation au fil des pages de bon nombre de personnages présents dans les œuvres antérieures de l'auteur : les Marcenat et Isabelle de Cheverny de Climats, Denise Holmann, Bertrant Schmitt, Börsch et les Saint-Astier du Cercle de Famille, Edmée Reval, François Larivière, Albert Larraque, Wanda Nedjanine, Christian Ménétrier et Claire de Forgeaud de Terre promise...

## Éditions

### Éditions francophones
- André Maurois, Les Roses de septembre, Flammarion, Paris, 1956, 252 p.[2]
- André Maurois, Romans, avec trente-deux aquarelles de René Génis, Jean Terles, Candido Portinari, Jean-Pierre Péraro et Michel Thompson, Gallimard, Paris, 1961, 1136 p.[3]
- André Maurois, Les Roses de septembre, Éditions J'ai lu, Paris, 1964, 253 p.[4]
- André Maurois, Les Roses de septembre, Club de la femme, Paris, 1964, 256 p.[5]

### Traductions
- André Maurois, Rosen im September, traduction allemande de Kurt Wagenseil et Georg von der Vring, Kindler, München, 1957, 354 p.[6]
- André Maurois, Sonbahar gülleri, traduction turque de Samih Tiryakioğlu, Varlık yaymevi, Istanbul, 1957, 170 p.[7]
- André Maurois, Szeptemberi rózsák, traduction hongroise de Bókay János, Europa Könyvkiadó, Budapest, 1957, 280 p.[8]
- André Maurois, Las rosas de setiembre, traduction espagnole de C. Guerra Paricio de Lluis, Editorial sudamericana, Buenos Aires, 1958, 225 p.[9]
- André Maurois, September roses, traduction anglaise de Gerard Hopkins, Bodley Head, London, 1958, 224 p.[10]
- André Maurois, Wrześniowe róże, traduction polonaise de Maria Wisłowska, Czytelnik, Warszawa, 1958, 236 p.[11]
- André Maurois, As Rosas de setembro, traduction portugaise de João B. Viegas, Lisbonne, Bertrand, 263 p.[12]